# 琴井ありさ
琴井 ありさ（ことい ありさ、1994年1月1日 - ）は、日本のグラビアアイドル、タレント、女優。東京都出身。父が日本人、母がタイ人のハーフ。セルワールドエンタテイメント所属。

## 経歴
2018年に現事務所にスカウトされ、グラビアアイドルとしてデビュー。グラドル活動当初はOLと兼業だった。
2019年12月に 1st.DVD『Cotton Lips』を発売（スパイスビジュアル）。
2020年1月には『週刊プレイボーイ』（集英社）の「各DVDメーカーが選ぶ2020年ブレイク必至のグラビアアイドル」に選出され、同年5月に 2nd.DVD『Cotton kiss』を発売（ギルド）。

## 人物
- 特技はバスケットボール、書道。趣味は映画鑑賞、お笑い鑑賞、ピアス集め、ショッピング、カラオケ。
- 篠原涼子のファン。
- チャームポイントは唇、右鎖骨部分にあるホクロ[1]。
- チラリスト、服を着ててもエロいグラドルNO.1などのキャッチコピーを持つ。

## 出演

### テレビ
- 長期未解決事件捜査班 スペシャル（2021年3月、フジテレビ）[3]
- じっくり聞いタロウ〜スター近況（秘）報告〜（2024年8月22日、テレビ東京）「実家が貧乏芸能人SP」[4]

### ウェブテレビ
- 給与明細（2022年10月17日[5]、ABEMA）

## 作品

### イメージビデオ
- Cotton Lips（2019年12月20日、スパイスビジュアル）
- cotton kiss（2020年5月21日、ギルド）
- ありさ先生のおとなの保育園（2021年7月21日、イーネット・フロンティア）
- SPY FILM（2021年11月23日、エアーコントロール）
- ほろ酔い上司は妙にかわいくて…（2022年5月27日、竹書房）[6]
- ありさに魅せられて（2023年2月22日、スパイスビジュアル）
- 僕とコンシェルジュのおとなの水遊び（2023年9月21日、イーネット・フロンティア）

### 写真集
- 琴井と恋と／真紅のlibido、夜明けのennui（2023年1月31日、サイゾー）